# Birger Ljungström

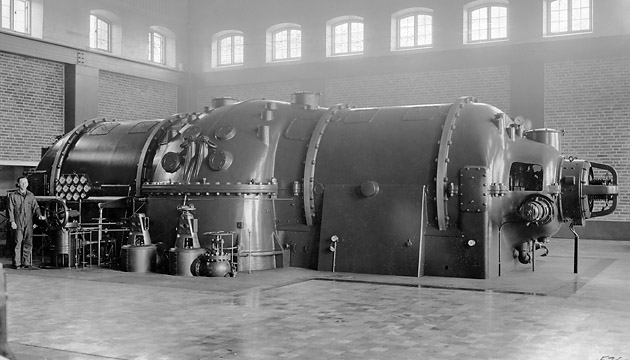
Ångturbindriven elgenerator för 50 MW avgiven elektrisk effekt, konstruerad efter principer av Birger och Fredrik Ljungström.

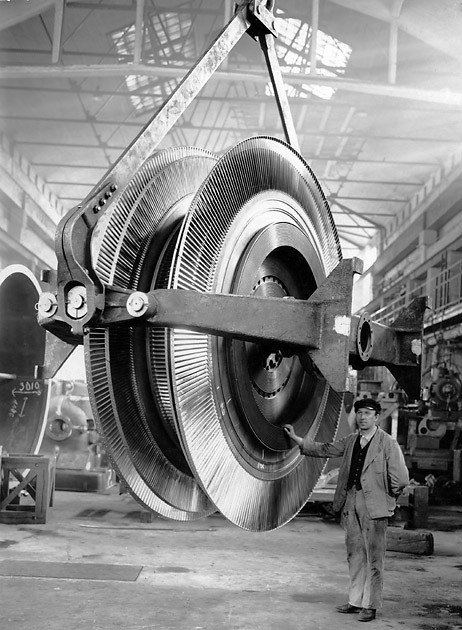
Rotor till en 50 MW Ljungström ångturbin.

Birger Ljungström, född 4 juni 1872 i Uddevalla, död 17 november 1948 i Oscars församling, Stockholm, var en svensk ingenjör, uppfinnare och industriman. Tillsammans med brodern Fredrik Ljungström intresserade han sig främst för olika typer av ångturbiner för drivning av elgeneratorer.
Bröderna patenterade Ljungströmturbinen omkring 1908. Samma år grundade de utvecklingsbolaget AB Ljungströms Ångturbin och 1913 det separata företaget Svenska Turbinfabriks AB Ljungström (Stal) som skulle svara för tillverkningen av Ljungströmturbiner och kompletta elgeneratoraggregat. Redan 1916 lämnade dock de båda bröderna Stal efter att Asea hade skaffat sig aktiemajoriteten i Stal men behöll kontrollen över utvecklingsbolaget som ägde alla Ljungströms ångturbinpatent.

## Biografi
Birger Ljungström föddes i Uddevalla där fadern Jonas Patrik Ljungström då arbetade - denne var senare var yrkesverksam som kartograf i rikets ekonomiska kartverk i Göteborg, samt uppfann flera lantmäteriinstrument. Även farfadern, guldsmeden Johan Patrik Ljungström var uppfinnare och konstruerade dykutrustningar och gasbelysning. Modern hette Amalia Falck. Birger var ett av föräldrarnas många barn, och flera av hans bröder var på sin tid uppmärksammade, antingen som entreprenörer eller som teosofer - farmodern var dotter till en lokalt känd radikalpietist, Petter Spaak i Uddevalla, och många släktingar var herrnhutare.
Birger Ljungström fick börja arbeta i faderns instrumentverkstad när han var fjorton år. Sina studier fick han företa kvällstid, och genomgick så tekniska skolan och en kurs i matematik vid KTH. Lärare på KTH introducerade den unge Ljungström inför Alfred Nobel. Sitt första patent tog Ljungström 1892, en frihjulsmekanism, varefter han började intressera sig för cyklar. På inrådan av Nobel flyttade Ljungström med sin bror Fredrik till det inom mekanikens område mer utvecklade England, där de stannade till 1903.
Under åren 1906-1907, medan Ljungström fortfarande var anställd hos AB Separator, hade turbinkonceptet med dubbla motroterande turbiner, som Birger skissat på redan 1894, börjat mogna. En kollega hade hjälpt till med de mer avancerade strömningstekniska beräkningarna. Ljungström besökte sedan den tidens främsta auktoritet på turbiner, professor Aurel Stodola (1859-1942) vid Polytechnikum i Zürich, som ställde sig mycket positivt till konstruktionen. Stodola skrev ett utlåtande och med detta dokument kunde Ljungström finna finansiärer för projektet. Ett bolag för utveckling av den radiella dubbelrotationsturbinen grundades den 29 februari 1908 med namnet AB Ljungströms Ångturbin (ALÅ).
Styrelseordföranden i det nya bolaget var Helge Bäckström. Birger Ljungström tillsattes som VD. Han anställde inom kort K.G. Karlson, sedermera professor vid CTH och Oscar Wiberg senare överingenjör vid Stal i Finspång. Några månader senare anslöt sig även brodern Fredrik till företaget. Verksamheten startade ursprungligen i den verkstadslokal på Kungsholmen där Gustaf de Laval 20 år tidigare utfört sina turbinexperiment. 1913 i samband med att Stal grundades flyttade de tillverkningen till Finspång.
1916 lämnade han och hans bror Fredrik Ljungström företaget, sedan ASEA i Västerås hade skaffat sig aktiemajoriteten i Stal och flyttade omkring 1917 till Lidingö för att arbeta med ångturbindrivna lokomotiv i en prototypverkstad som de uppförde omkring 1918 i Gåshaga på Lidingö.
Efter att Ljungström lämnat Stal 1916 kom han främst att ägna sig åt affärsverksamhet kring sina turbinpatent och tillverkningslicenser för dessa inom bolaget AB Ljungström Ångturbin (ALÅ), men arbetade också med olika delar till ångturbinlokomotiven. Birger Ljungström står som uppfinnare till bland annat en variant av kondensor för vattenånga uppbyggd på en separat järnvägsvagn kopplad direkt efter loket, dokumenterat i ett patent från juli 1925.
Ljungström invaldes 1922 som ledamot av Kungl. Ingenjörsvetenskapsakademien.

## Utmärkelser
1945 tilldelades Birger Ljungström Ingenjörsvetenskapsakademiens stora guldmedalj "för den av honom uppfunna och konstruerade dubbelroterande ångturbinen ".

### Webbkällor
- Ljungström, Birger i Nordisk familjebok (andra upplagans supplement, 1925)
- Ljungström, Birger i Vem är det 1943
- Tekniska museet, "Svenska Turbinfabriks AB Ljungström".
- Svenska Rotor Maskiner, 100 år jubileumsskrift.

### Fotnoter
1. ↑  Ljungström, BIRGER, Svenskagravar.se, läs online, läst: 1 mars 2017.[källa från Wikidata]
2. ↑  Sveriges Dödbok 1901–2009, DVD-ROM, Version 5.00, Sveriges Släktforskarförbund (2010).
3. ↑  Svenskt biografiskt lexikon, Stockholm 116, s. 68 ff
4. ↑  Svenskt biografiskt lexikon, Stockholm 116, s. 69 f
5. ↑  Gustaf Dalén vidareutbildade sig i turbinlära hos Stodola efter sin civilingengörsexamen på Chalmers i Göteborg 1896 genom sin tidiga kontakt med Gustaf de Laval, men kom inte att ägna sig åt ångturbiner utan ljusutrustning baserad på acetylen.
6. ↑  1922 köpte sig Stal fria från ALÅ:s tillverkningslicenser med ett engångsbelopp.
7. ↑  USPTO Nr. 1546847, 21 juli 1925.
8. ↑  ”Mottagare av IVA:s Stora guldmedalj.”. Arkiverad från originalet den 29 augusti 2010. https://archive.is/20100829114225/http://www.iva.se/Verksamhet/Utmarkelser/Stora-guldmedaljen/Samtliga-innehavare-av-Stora-guldmedaljen/. Läst 22 oktober 2009.